# Beaudignies
Beaudignies är en kommun i departementet Nord i regionen Hauts-de-France i norra Frankrike. Kommunen ligger i kantonen Le Quesnoy-Est som tillhör arrondissementet Avesnes-sur-Helpe. År 2022 hade Beaudignies 572 invånare.

## Befolkningsutveckling
Antalet invånare i kommunen Beaudignies
| Referens: INSEE |